# 須﨑優衣
須﨑 優衣（すさき ゆい、1999年〈平成11年〉6月30日 - ）は、日本の女子レスリング選手。千葉県松戸市出身。階級は48kg級と50kg級。身長153cm。
2021年開催の東京オリンピック レスリング 女子フリースタイル50kg級 金メダリスト。

## 来歴
父親が早稲田大学レスリング部出身だった影響で、松戸市立六実第三小学校1年の時に松戸ジュニアレスリングクラブでレスリングを始めた。小学3年の時に全国少年少女選手権で優勝した。4年の時は2位だったが、5年と6年の時に連覇した。この時に憧れの選手である吉田沙保里のようにオリンピックで金メダルを取りたいと真剣に考えるようになった。
2012年には松戸市立六実中学校に入学すると、全国中学生選手権と全国中学選抜選手権でそれぞれ3連覇を達成して、中学6冠を成し遂げた。なお、中学2年からは日本オリンピック委員会が有望選手を集めてエリート教育を施す全寮制のJOCエリートアカデミーに入門したことにより東京都の北区立稲付中学校へ転入した。ナショナルトレーニングセンターにおいて世界選手権で5度優勝したコーチの吉村祥子などの指導で練習を積むことになった。日本レスリング協会の関係者からは、「体の力がすごい。特に足腰。伊調馨の中学時代にそっくり。加えてスピードもあるし、タイミングの取り方も抜群。確実に出てくる選手」と評価された。中学2年からはジュニアクイーンズカップとジュニアオリンピックでそれぞれ4連覇を果たした。全日本女子オープン選手権では3連覇した。さらにクリッパン女子国際大会でも3連覇を達成した。中学3年の時には世界カデット選手権の43kg級で全試合にテクニカルフォール勝ち及びフォール勝ちを収めて圧勝した。これで中学時代は国内外全ての試合で勝利することになった。加えて、日本レスリング協会が指定する東京オリンピックの強化選手となるターゲット選手に中学生で唯1人選ばれた。
2015年には安部学院高校に入学した。1年の時には世界カデット選手権の46kg級に出場すると、前年に続き全試合に無失点のテクニカルフォール勝ち及びフォール勝ちを収めて2階級制覇を達成した。シニアの日本一を決める全日本選手権では世界チャンピオンの登坂絵莉が出場していなかったものの決勝まで進むが、7歳年上である自衛隊体育学校の入江ゆきに0-10のテクニカルフォール負けを喫した。これにより、中学1年の時以来、UWWルールにおいて積み重ねてきた連勝記録が83で止まった（小学校時代も含めると、5年生の時から負けていなかったので連勝記録はゆうに100を超えると推察される）。
2年の時には全日本選抜レスリング選手権大会に出場すると、決勝で前年の全日本女子レスリング選手権大会で負けた入江に7-3で雪辱を果たして、2011年に優勝した土性沙羅に次ぐ史上2番目の若さで今大会の優勝を飾った。世界カデット選手権には49kg級に出場すると、全試合を無失点でフォールもしくはテクニカルフォール勝ちして大会3連覇、3階級制覇を飾った。新設された国体の53kg級では決勝で55kg級の全日本チャンピオンである菅原ひかりにテクニカルフォール勝ちして優勝した。全日本選手権では準決勝まで全て10-0のテクニカルフォール勝ちすると、決勝では青山学院大学1年の加賀田葵夏に5-0で勝利して初優勝を飾った。2017年1月にはシニアの国際大会初出場となったヤリギン国際大会で優勝した。2月のクリッパン女子国際大会でも優勝した。
3年の時には4月のジュニアクイーンズカップジュニアの部で優勝した。アジア選手権でも優勝した。6月には全日本選抜選手権で2連覇を達成して世界選手権代表に選ばれた。世界選手権では準々決勝まで圧勝すると、準決勝では北朝鮮のキム・ソンヒャンに5-2で勝った。決勝ではルーマニアのアリナ・ブクと対戦して序盤2-4でリードされるも、その後ローリングなどで次々とポイントを重ねて14-4のテクニカルフォール勝ちを収めて18歳にして世界チャンピオンになった。高校生で世界選手権に優勝したのは2002年の伊調馨以来となった。ワールドカップでは決勝の中国戦を始め全勝してチームの優勝に貢献した。12月の全日本選手権では新階級の50kg級に出場するも準決勝で入江に0-10のテクニカルフォール負けを喫して、2年前の今大会で同じ入江に敗れて以来続いてきた連勝記録が63でストップした。2018年2月のクリッパン国際大会では決勝でオリンピック2大会連続銀メダリストであるアゼルバイジャンのマリヤ・スタドニクと対戦すると、1-2でリードされるも終了間際にポイントを取り返して2-2となり、ラストポイントを挙げたことにより勝利することになった。
2018年4月からは早稲田大学スポーツ科学部に進学すると、ジュニアクイーンズカップジュニアの部で2連覇を果たした。6月の全日本選抜選手権では決勝で入江にフォール勝ちして3連覇を達成した。前年12月の全日本選手権では入江が優勝していたために、7月に世界選手権代表の座を賭けて入江とプレーオフで対戦することになったが、3-4でリードされていた終了15秒前にタックルを決めるなどして、6-4の逆転勝ちで代表を勝ち取った。9月の世界ジュニアでは全試合を10-0のテクニカルフォール勝ちで優勝した。世界選手権では決勝でスタドニクを10-0で破ったのを始め、全試合をフォールないしはテクニカルフォール勝ちして大会2連覇を飾った。12月の全日本選手権は左肘の脱臼と靱帯断裂により、出場を見合わせた。
復帰戦となった2019年4月のジュニアクイーンズカップでは準決勝まで圧勝するも、決勝で至学館大学の吉元玲美那を2-1の僅差で破って優勝した。6月の全日本選抜選手権では初戦の入江戦で終了2秒前にタックルを決めて逆転勝ちするなどして決勝へ進むと、リオデジャネイロオリンピック金メダリストの登坂絵莉との決勝では10-0でテクニカルフォール勝ちして優勝を飾った。これにより、前年の全日本選手権で勝った入江とプレーオフで世界選手権代表を争うことになったが、7月に行われたプレーオフでは入江に1-6で敗れて世界選手権代表を逃した。入江が世界選手権でメダルを獲得すれば2020年東京オリンピックの代表に内定するため、須﨑の東京五輪出場の途は潰えたかと思われたが、入江は準々決勝で敗退し、須﨑にも五輪出場のチャンスが残ることとなった。8月の世界ジュニアでは2連覇を達成し、これでカデット、ジュニア、シニア合わせて7つ目の世界タイトル獲得となった。世界選手権ではこれまで31戦して29試合が完封勝利で、相手に得点を与えたのは僅か2試合に過ぎず、トータルのスコアは290-6となった。11月に成田で開催されたワールドカップでは全勝して日本チームの大会5連覇に貢献した。
東京オリンピック代表の座を巡る最終決戦となった12月の全日本選手権では、準決勝で登坂を6-0で破ると、決勝では入江を2-1で破って優勝した。そして、2021年4月に行われた東京五輪アジア予選で1位となり、50kg級の五輪出場枠を獲得し、そのまま須﨑が同階級の東京オリンピック代表に決まった。7月の東京オリンピック開会式では、八村塁とともに日本選手団の旗手を担当した。8月の東京オリンピックレスリング競技では準決勝でスタドニクを11-0で破ると、決勝で中国の孫亜楠を10-0で破るなど、全試合を失点なしのテクニカルフォール勝ちで金メダルを獲得した。同年、紫綬褒章受章。
東京オリンピック レスリング 女子フリースタイル50kg級において金メダルを獲得した功績をたたえる記念のゴールドポスト（第78号）が、最初は2022年3月25日に東京都新宿区の新宿北郵便局前に設置されたが、同年5月25日、本人の希望に沿い早稲田大学早稲田キャンパス早大南
門通りの大隈記念タワー（26号館）前に移設された（ゴールドポストプロジェクト）。千葉県松戸市の六実中央公園三旗掲揚塔前には記念プレートが設置された。
2022年からはキッツの所属となった。6月の全日本選抜選手権では決勝で世界チャンピオンとなった吉元を4－2で破って優勝すると、プレーオフでも8-0で吉元を破って世界選手権代表に選ばれた。9月の世界選手権では決勝でモンゴルのオトゴンジャルガル・ドルゴルジャフにフォール勝ちするなど、全試合を無失点で優勝した。これで国際大会デビュー以来続く外国選手に対する連勝記録が74となった。10月のU-23世界選手権では決勝でインドの選手にフォール勝ちして優勝した。これにより、男女を問わず史上初となるグランドスラム（カデット、ジュニア、U-23、シニアの世界選手権及びオリンピック）を達成した。全日本選手権では決勝で吉元を8－0で破って優勝した。
2023年2月にザグレブで行われたUWWランキング大会の50kg級の決勝では中国選手を相手に1失点し、国際大会では2019年のワールドカップ以来の失点を喫したが、12-1でテクニカルフォール勝ちし優勝した。6月の全日本選抜選手権では決勝でKeePer技研の吉元を4-3で破って優勝した。9月の世界選手権では準決勝で中国の馮紫琪を8-2で破ると、決勝では昨年に続く対戦となったオトゴンジャルガルを10-0で破って世界選手権4度目の優勝を飾った。なお今大会で金メダルを獲得したため、3位以内とされた規定によりパリオリンピック代表に内定した。
2024年1月にザグレブで行われたUWWランキング大会の50kg級決勝では世界ランキング3位の馮紫琪に対し10-0で3回戦、準決勝と同様にテクニカルスペリオリティ（テクニカルフォール）で勝利し、優勝した。同大会では2試合目でのロシアのエリザベート=スミルノワに対する2失点以外は無失点であった。4月のアジア選手権では決勝で中国の馮紫琪を8-4で破って優勝した。これで2014年の国際大会デビュー以来、外国選手に負けなしの94連勝となった。
8月6日に行われた2024年パリオリンピック50㎏級初戦ではインドのビネシュ・フォガトに対し前半にアクティビティポイントで2点を獲得したが追加点を伸ばせず、試合終了間際に2点を返され同点となったことで最後に得点した相手が勝利し、須﨑は外国人に対して初めての敗北を喫した。失点に対して須﨑側がチャレンジを行ったが認められなかったため相手にさらに1点が追加され、試合結果は2-3となった。これにより対外国人連勝記録は94で止まった。ビネシュが準決勝で勝利し決勝に進む予定となったため須﨑は7日に行われる敗者復活戦に進んだが、7日朝の計量でビネシュが失格となったため、敗者復活戦を戦うことなく3位決定戦に進んだ。3位決定戦ではウクライナのオクサナ・リバチに対して前半で8点を奪い、最終的に10-0で勝利して銅メダルを獲得した。
UWW世界ランキングは2位（2024年12月現在）。

## 主な戦績
- 2008年 - 全国少年少女選手権 24kg級 優勝
- 2009年 - 全国少年少女選手権 26kg級 2位
- 2010年 - 全国少年少女選手権 28kg級　優勝
- 2011年 - 全国少年少女選手権 30kg級 優勝
- 2012年 - 全国中学生選手権 34kg級 優勝
- 2012年 - 全国中学選抜選手権 37kg級 優勝
- 2013年 - ジュニアクイーンズカップ 中学生の部 37kg級 優勝
- 2013年 - ジュニアオリンピック カデットの部 38kg級 優勝
- 2013年 - 全国中学生選手権 40kg級 優勝
- 2013年 - 全日本女子オープン選手権 40kg級 優勝
- 2013年 - 全国中学選抜選手権 40kg級　優勝
- 2014年 - リッパン女子国際大会 カデットの部 43kg級 優勝
- 2014年 - ジュニアクイーンズカップ カデットの部 43kg級 優勝
- 2014年 - ジュニアオリンピック カデットの部 43kg級 優勝
- 2014年 - 全国中学生選手権 44kg級 優勝
- 2014年 - 世界カデット選手権 43kg級 優勝
- 2014年 - 全日本女子オープン選手権 44kg級 優勝
- 2014年 - 全国中学選抜選手権 44kg級 優勝
- 2015年 -  リッパン女子国際大会 カデットの部 46kg級 優勝
- 2015年 - ジュニアクイーンズカップ カデットの部 46kg級 優勝
- 2015年 - ジュニアオリンピック カデットの部 46kg級 優勝
- 2015年 - インターハイ 46kg級 優勝
- 2015年 - 世界カデット選手権 46kg級 優勝
- 2015年 - 全日本女子オープン選手権 高校生の部 49kg級 優勝
- 2015年 - 全日本選手権 48kg級 2位
- 2016年 - クリッパン女子国際大会 カデットの部 49kg級 優勝
- 2016年 - ジュニアクイーンズカップ カデットの部 49kg級 優勝
- 2016年 - ジュニアオリンピック カデットの部 48kg級 優勝
- 2016年 - 全日本選抜選手権 48kg級 優勝
- 2016年 - 世界カデット選手権 49kg級 優勝
- 2016年 - 国体 53kg級 優勝

48kg級での戦績
- 2016年 - 全日本選手権 優勝
- 2017年 - ヤリギン国際大会 優勝
- 2017年 - クリッパン女子国際大会 優勝
- 2017年 - ジュニアクイーンズカップ ジュニアの部 優勝
- 2017年 - アジア選手権 優勝
- 2017年 - 全日本選抜選手権 優勝
- 2017年 - 世界選手権 優勝
- 2017年 - 国体　53kg級 優勝
- 2017年 - ワールドカップ 優勝

50kg級での戦績
- 2017年 - 全日本選手権 3位
- 2018年 - クリッパン国際大会 優勝
- 2018年 - ジュニアクイーンズカップ　ジュニアの部 優勝
- 2018年 - 全日本選抜選手権　優勝
- 2018年 - 世界ジュニア　優勝
- 2018年 - 世界選手権　優勝
- 2019年 - ジュニアクイーンズカップ　ジュニアの部　優勝
- 2019年 - 全日本選抜選手権 優勝
- 2019年 - 世界ジュニア 優勝
- 2019年 - ワールドカップ 優勝
- 2019年 - 全日本選手権 優勝
- 2021年 - 東京オリンピック 優勝
- 2022年 - 全日本選抜選手権 優勝・明治杯受賞
- 2022年 - 世界選手権　優勝
- 2022年 - U-23世界選手権　優勝
- 2022年 - 全日本選手権 優勝
- 2023年 - ザグレブ・オープン　優勝
- 2023年 - 全日本選抜選手権 優勝
- 2023年 - 世界選手権　優勝
- 2024年 - ザグレブ・オープン　優勝
- 2024年 - アジア選手権 優勝
- 2024年 - パリオリンピック 3位

（出典、）